# Titulatuur (numismatiek)
Met titulatuur worden in de numismatiek de gezamenlijke in het omschrift vermelde titels (en ambten) van de muntheer bedoeld, die meestal afgekort zijn. De muntheer is degene in wiens naam de munten worden geslagen.

## Voorbeeld
Op de voorzijde van de hieronder afgebeelde munt, geslagen rond het jaar 66 in naam van de Romeinse keizer Nero, staat:
IMP NERO CAESAR AVG P M TR POT P P
hetgeen betekent:
IMPerator NERO CAESAR AVGustus, Pontifex Maximus, TRibunicia POTestate, Pater Patriae
oftewel:
bevelhebber Nero, caesar/keizer, de verhevene, hogepriester, volkstribuun, vader des vaderlands

## Lijst van titels en functies
(Ere)titels en functies werden op verschillende manieren afgekort, waarbij er meer tekst op een munt paste naarmate er sterker werd afgekort. Als gevolg hiervan kunnen sommige afkortingen verschillende betekenissen hebben en moet de juiste betekenis van een afkorting op een munt uit de context gehaald worden. Zo kan een C voor caesar en consul staan en een P voor onder meer pius en perpetuus. Soms wordt de laatste letter van de afkorting verdubbeld of verdrievoudigd om aan te geven dat meerdere personen de titel delen, zoals in AVGGG.
| Afkorting                   | Voluit               | Betekenis                                                 |
| --------------------------- | -------------------- | --------------------------------------------------------- |
| AFR                         | Africanus            | overwinnaar van de Afrikanen                              |
| ARM                         | Armeniacus           | overwinnaar van de Armeniërs                              |
| AVG                         | Augustus             | verhevene (keizer/keizerin)                               |
| BEA                         | Beatissimus          | meest gelukkige en gezegende                              |
| BRIT                        | Britannicus          | overwinnaar van de Brittanniërs                           |
| C (zie CAE, COS)            |                      |                                                           |
| CAE, CAES                   | Caesar               | keizer, troonopvolger                                     |
| CENS                        | Censor               | censor (bepaalde de samenstelling van de Senaat)          |
| CENS P, CEN PER             | Censor perpetuus     | censor voor het leven                                     |
| CONS, COS                   | Consul               | consul (de hoogste magistraat)                            |
| COS DES                     | Consul designatus    | benoemd tot consul                                        |
| D, DAC                      | Dacicus              | overwinnaar van de Daciërs                                |
| DICT                        | Dictator             | dictator (hoog ambt in tijden van nood)                   |
| DIVI                        | Divine               | goddelijke                                                |
| DN                          | Dominus noster       | onze heer                                                 |
| F, FEL                      | Felix                | gezegende                                                 |
| FORT C(AES)                 | Fortissimus caesar   | allermoedigste caesar                                     |
| G, GER, GERM                | Germanicus           | overwinnaar van de Germanen                               |
| III VIR                     | Tresviri             | een van het college van muntmeesters (tresviri monetales) |
| IMP                         | Imperator            | (opper)bevelhebber (eretitel voor zegevierende keizers)   |
| I, IN, INV                  | Invictus             | onoverwinnelijke                                          |
| MAX                         | Maximus              | de grootste                                               |
| MED                         | Medicus              | overwinnaar van de Meden                                  |
| NC (zie NOB C)              |                      |                                                           |
| NOB                         | Nobilissimus of -ma  | edele                                                     |
| NOB C(AES), NOB CS enz.     | Nobilissimus caesar  | meest edele caesar                                        |
| OPT                         | Optimo principi      | de beste                                                  |
| P                           | Pius                 | vrome, plichtsgetrouwe                                    |
| PART, PARTH                 | Parthicus            | overwinnaar van de Parthen                                |
| PERP                        | Perpetuatae          | voor het leven, eeuwig                                    |
| PF                          | Pius felix           | plichtsgetrouwe                                           |
| PM, PONT MAX                | Pontifex maximus     | hogepriester                                              |
| PONT                        | Pontifex             | priester                                                  |
| PP                          | Pater patriae        | vader des vaderlands                                      |
| R                           | Rex                  | koning                                                    |
| SARM                        | Sarmaticus           | overwinnaar van de Sarmaten                               |
| TR P, TR POT, TRIB POT enz. | Tribunicia potestate | (bekleed met de macht van) volkstribuun                   |
| V C                         | Vir clarissimus      | illustere                                                 |

## Overige afkortingen
Hieronder volgen enkele andere afkortingen die op Romeinse munten kunnen voorkomen.
| Afkorting     | Voluit                     | Betekenis                              |
| ------------- | -------------------------- | -------------------------------------- |
| EX SC         | Ex senatus consulto        | muntuitgave goedgekeurd door de Senaat |
| SC            | Senatus consultum          | goedgekeurd door de Senaat             |
| SPQR          | Senatus populusque Romanus | van de Senaat en het volk van Rome     |
| Familiebanden |                            |                                        |
| F, FIL        | Filius of filia            | zoon of dochter van                    |
| IVN           | Junior                     | de jongere                             |
| M, MAT        | Mater                      | moeder                                 |
| N             | Nepos                      | kleinzoon                              |
| P, PT         | Pater                      | vader                                  |
| PRON, PRONEP  | Pronepos                   | achterkleinzoon                        |
| PT (zie P)    |                            |                                        |